# Screaming Bloody Murder
Screaming Bloody Murder is het vijfde album van de Canadese rockband Sum 41, uitgebracht op 28 maart 2011. Het album werd geproduceerd door frontman Deryck Whibley. Hoewel gitarist Tom Thacker al sinds 2009 officieel deel uitmaakt van de groep en meeschreef aan de titelsong Screaming Bloody Murder, werden alle gitaren opgenomen door Deryck Whibley. Het geluid van dit album is omschreven als donker, agressief en snel, maar met rustige momenten.

## Geschiedenis
De groep begon aan het album te werken begin januari 2010 met een pre-productiefase met Gil Norton in Los Angeles. Na een week werd Gil Norton de laan uitgestuurd en besloot de band dat Deryck Whibley de producer zou zijn, net zoals op hun vorig album Underclass Hero.
De datum waarop het album zou uitkomen werd meermaals herzien: terwijl de groep eerst sprak van eind 2009, werd dit later augustus 2010. Het album was uiteindelijk klaar om 'released' te worden rond Kertmis 2010, maar hun label Island Records vond dit geen geschikt moment om een album uit te brengen. Na een gesprek met het label kondigde Deryck Whibley aan dat het album tegen maart 2011 in de winkels zou liggen.

## Trivia
- Het album kreeg over het algemeen positieve reacties: het nummer Blood in My Eyes werd genomineerd voor een Grammy Award in de categorie Best Hard Rock/Metal Performance, maar het is de groep Foo Fighters die de Grammy kreeg voor hun nummer White Limo. Als gevolg hiervan kreeg het nummer Blood in My Eyes een videoclip.
- Het nummer Skumfuk is op 7 juli 2010 door fansite TheresNoSolution.com met toestemming van Sum 41 gelekt en is op de site te downloaden. Het gaat hier echter om een onvolledige versie: op de album-versie is er een intro aan toegevoegd.
- Tom Thacker heeft onthuld dat het nummer Screaming Bloody Murder eerst Panic Attack heette en dat hij het voor Gob's album Muertos Vivos had geschreven, het nummer haalde het album niet en is door Thacker en Whibley herschreven.
- Het nummer Screaming Bloody Murder werd vanaf 13 januari 2011 op twee Canadese radiostations afgespeeld, maar de single werd pas op 7 februari uitgebracht.
- Er werd een videoclip gemaakt voor de single Screaming Bloody Murder gedraaid in Los Angeles maar de clip werd uiteindelijk niet uitgebracht. De low-budget-clip voor Baby You Don't Wanna Know werd opgenomen gedurende de tournee door Duitsland en de videoclip voor Blood in My Eyes werd door Michael Maxxis (o.a. Billy Talent en Three Days Grace) gedraaid in de woestijn in de streek rond Los Angeles.

## Nummers
Alle muziek en teksten zijn geschreven door Deryck Whibley, tenzij anders aangegeven. 
| 1.                 | Reason to Believe                                            | 3:28 |
| 2.                 | Screaming Bloody Murder (Tom Thacker en Deryck Whibley)      | 3:25 |
| 3.                 | Skumfuk                                                      | 3:25 |
| 4.                 | Time for You to Go                                           | 3:02 |
| 5.                 | Jessica Kill                                                 | 2:50 |
| 6.                 | What Am I to Say                                             | 4:12 |
| 7.                 | Holy Image of Lies (eerste deel van A Dark Road Out of Hell) | 3:47 |
| 8.                 | Sick of Everyone (deel twee)                                 | 3:05 |
| 9.                 | Happiness Machine (deel drie)                                | 4:48 |
| 10.                | Crash                                                        | 3:20 |
| 11.                | Blood in My Eyes                                             | 4:17 |
| 12.                | Baby You Don't Wanna Know (Matt Squire en Deryck Whibley)    | 3:35 |
| 13.                | Back Where I Belong                                          | 3:42 |
| 14.                | Exit Song                                                    | 1:42 |
| Totale duur: 48:31 |                                                              |      |

| 1.                | Reason to Believe (Akoestisch)                   | 2:37 |
| 2.                | We're the Same (Cone McCaslin en Deryck Whibley) | 4:09 |
| Totale duur: 6:46 |                                                  |      |

## Bezetting
Sum 41
- Deryck Whibley - leadzang, gitaar, keyboard, piano
- Jason McCaslin - basgitaar, achtergrondzang
- Steve Jocz - drums, percussie
- Tom Thacker - leadgitaar, achtergrondzang

Overig
- Roger Joseph Manning Jr - keyboard

## Release geschiedenis
| Regio     | Datum         |
| --------- | ------------- |
| Australië | 25 maart 2011 |
| Europa    | 28 maart 2011 |
| VS        | 29 maart 2011 |
| Japan     | 6 april 2011  |

## Hitnotering

### NederlandseAlbum Top 100
| Hitnotering: 02-04-2011 | Hitnotering: 02-04-2011 | Hitnotering: 02-04-2011 |
| Week:                   | 1                       |                         |
| ----------------------- | ----------------------- | ----------------------- |
| Positie:                | 100                     | uit                     |

### VlaamseUltratop 100Albums
| Hitnotering: 16-04-2011 t/m 23-04-2011 | Hitnotering: 16-04-2011 t/m 23-04-2011 | Hitnotering: 16-04-2011 t/m 23-04-2011 | Hitnotering: 16-04-2011 t/m 23-04-2011 |
| Week:                                  | 1                                      | 2                                      |                                        |
| -------------------------------------- | -------------------------------------- | -------------------------------------- | -------------------------------------- |
| Positie:                               | 88                                     | 75                                     | uit                                    |